# Milojko Vucelić
Milojko "Mike" Vucelić (Garešnica, 11. lipnja 1930. – La Jolla, 7. rujna 2012.) bio je hrvatsko-američki inženjer strojarstva. Najpoznatiji je po tome što je bio rukovoditelj projekta i jedan od direktora američkog svemirskog programa Apollo.

## Životopis
Milojko Vucelić se rodio 11. lipnja 1930. godine u Garešnici u Hrvatskoj, u srpskoj obitelji Ljubice (rođene Hrgović) i Josifa (Jose) Vucelića, građevinskog inženjera, koji je radio kao nadzornik pruge na Državnim željeznicama Kraljevine Jugoslavije sa službom na kolodvoru Mišulinovac. Njegov pradjed, Rafael Vucelić bio je časnik slunjske pukovnije, a za svoje zasluge je dobio plemićku titulu "von Radiboj" od cara i kralja Franje Josipa I.
Osnovnu (pučku) školu i prvih sedam razreda gimnazije završio je u Bjelovaru, a 1948. godine maturirao je u Trećoj muškoj gimnaziji u Zagrebu. Diplomirao je na Strojarskom fakultetu Sveučilišta u Zagrebu krajem 1954. godine na temu teorijske mehanike. Tijekom studija bavio se zrakoplovstvom. U Vazduhoplovnom centru u Vršcu je završio jedriličarski i pilotski tečaj, a tijekom studija bio je aktivan član Aerokluba Zagreb, te je radio kao tehničar. Nakon stjecanja diplome seli se u Njemačku, gdje je u početku radio za Mercedes-Benz u Stuttgartu, a zatim za Ford u Kölnu.
U Njemačkoj je proveo dvije godine, nakon čega se seli u Sjedinjene Američke Države, gdje u početku radi za Cessna Aircraft Company na dizajnu i opremi za slijetanje za njihov model C182RG. Poslije toga se zapošljava u tvrtki North American Aviation u kojoj radi kao projektant uređaja za spašavanje pilota za zrakoplove F-104 Starfighter i B-58 Hustler.
Pošto je North American Aviation (danas North American Rockwell) imao ugovor s NASA-om oko izrade svemirske letjelice Apollo, Vucelić je uključen u ovaj program skoro od samog njegovog početka, tj. od veljače 1962. godine. Analizirao je različite koncepte slijetanja na Mjesec, te je radio na razvoju specifikacija za različite sustave svemirskih letjelica. U početku je radio kao inženjer, da bi kasnije postao menadžer u NASA-inom sjedištu u Houstonu. Tamo mu je zadatak bila eliminacija svih mogućih grešaka tijekom leta, zbog čega je od svojih kolega dobio nadimak "Menadžer za probleme". Tijekom ovog razdoblja, usko je surađivao s glavnim kontrolorom leta Geneom Krantzom. Kao svoj najveći uspjeh naveo je misiju Apollo 8, kada je uvjerio rukovodstvo programa da umjesto trošenja resursa rakete Saturn V za još jedno ponavljanje misije u orbiti oko Zemlje, letjelica može krenuti u misiju oko Mjeseca. Nakon misije Apollo 11 i uspješnog slijetanja na Mjesec, Vucelić je dobio zadatak da proširi mogućnosti istraživanja Mjeseca iz orbite dodavanjem instrumenata. Na misiji Apollo 13 bio je zadužen za spašavanje astronauta, te ga je za ove zasluge 18. travnja 1970. godine američki predsjednik Richard Nixon odlikovao Predsjedničkom medaljom slobode (eng. Presidential medal of Freedom). Ostala je zapamćena čuvena rečenica koju je izgovorila posada Apolla 13 centrali NASA-e za vrijeme kontrole ovog leta: Houston, imamo problem, a primio ju je upravo Milojko Vucelić. Po završetku misija Apollo, sudjelovao je u programu prve američke orbitalne svemirske postaje Skylab, koja je lansirana 1973. godine. Godine 1969. postaje vođa američko-sovjetskog kolaboracijskog Apollo-Sojuz programa. Tu je Vucelić radio na prilagođavanju Apollo letjelice za spajanje sa Sojuzom.
U ljeto 1975. godine biva premješten u London obnašajući dužnost potpredsjednika East-West Trade-a za Rockwell International Company, koja je bila zadužena za razvoj trgovinskih odnosa sa zemljama istočne Europe, te je time napustio rad u NASA-i. Od 1981. godine zaposlen je u američkoj telekomunikacijskoj tvrtki AT&T. Nakon pet godina provedenih u AT&T-u, 1986. godine kupuje tvrtku Ideal Electric Company, koju 20 godina kasnije prodaje južnokorejskom Hyundai-u.

## Nagrade i priznanja
Za svoje zasluge u programu Apollo dobio je brojne nagrade, među kojima je najznačajnija  "Presidential Medal of Freedom", najviša američka civilna nagrada koju mu je dodijelio predsjednik Richard Nixon. Temeljem podrijetla svojih predaka iz Vojne krajine bio je član Hrvatskog plemićkog zbora.

## Obitelj
Svoju suprugu Ingu Perzl, podrijetlom Njemicu, upoznao je na jednom od mjesečnih društvenih sastanaka stranih studenata na Sveučilištu Wichita. S njom ima dva sina: Alexandra, koji je stručnjak za čistu energiju i Nicholasa, koji kao inženjer dizajnira raketna pilotska sjedišta.

## Izdavaštvo
Milojko Vucelić je 1970. godine napisao stručnu knjigu pod imenom Apollo XIII javlja... Houston imamo problem, koju je izdala Tehnička knjiga Zagreb, u kojoj opisuje probleme u misiji Apollo 13 i kako su ih riješili.

## Vanjske poveznice
- Milojko Vucelić Hrvatska tehnička enciklopedija, portal hrvatske tehničke baštine. LZMK